# Pasing-Obermenzing
Pasing-Obermenzing è uno dei distretti in cui è suddivisa la città di Monaco di Baviera, in Germania. Viene identificato col numero 21.

## Geografia fisica
Il distretto si trova a ovest del centro della città.

### Suddivisione
Il distretto è suddiviso amministrativamente in 4 quartieri (Bezirksteile):
1. Neupasing
2. Am Westbad
3. Pasing
4. Obermenzing